# Julián el Hospitalario

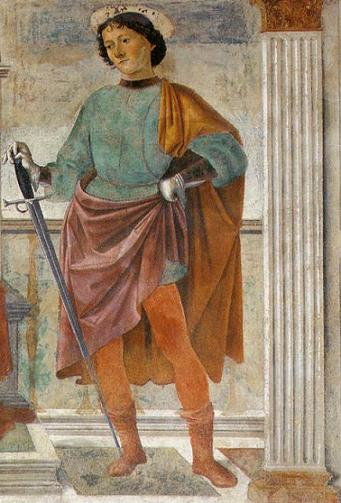
San Julián, en un fresco de Domenico Ghirlandaio, en Sant'Andre a Brozzi, San Donnino

Julian el Hospitalario es el personaje -presentado como santo- de una leyenda medieval, transmitida por Santiago de Vorágine, en su Leyenda áurea, escrita hacia 1262, y desde ese momento ampliamente difundida por Europa. La leyenda relata la tragedia que lleva a Julián a matar a sus padres, creyendo vengar el adulterio de su esposa, y la vida de penitencia a la que se somete para obtener el perdón de Dios, que finalmente le comunica un ángel.
La leyenda áurea no proporciona ningún dato cronológico, e incluye este relato, tras dar noticia de otros tres personajes con el mismo nombre y considerados santos. A lo largo de la Edad Media el personaje legendario se hizo coincidir con algunos santos de los que sí hay algunas noticias históricas; y esta confusión puede estar en la base del título dado a algunas iglesias.

## La leyenda

### En la leyenda áurea (sigloXIII)
La leyenda, tal como es recogida por Vorágine, presenta a un joven noble que estando de caza recibe del ciervo que persigue el anunció de que él será el asesino de sus propios padres; lleno de temor ante ese presagio, sin avisar a sus padres, abandona la casa paterna y marcha a un país lejano, donde hace fortuna y contrae matrimonio con una viuda rica. Sus padres, apenados ante su ausencia, viajan de un lugar a otro para encontrarlo, cuando por fin localizan la casa de su hijo, son recibidos por la mujer de Julián que, en ausencia de este, les acoge y les hace acostarse en su propia cama. Cuando Julián vuelve a su casa, al ver a dos personas durmiendo en su cama, piensa que se trata de su mujer con un amante y los mata a los dos. Cuando sale de casa se sorprende al ver a su mujer que vuelve de misa, quien le explica que ha hospedado a sus padres, haciéndoles acostarse en su cama. Ante la gravedad de su crimen, Julián decide abandonar su casa y no descansar hasta conocer que Dios le ha perdonado.

Su mujer decide acompañarle y los dos se van a vivir junto a un caudaloso río, lugar de difícil paso para los viajeros. Allí edifican una hospedería para recoger gratuitamente a los caminantes; allí se quedó el matrimonio haciendo penitencia y obras de caridad. Cuando llevaban muchos años entregados a esta labor, a mitad de una noche, cuando Julián descansaba tras una jornada agotadora, oyó que alguien pedía ayuda, llamándole por su nombre. Al levantarse encontró que quien pedía ayuda era un hombre carcomido de lepra y congelado de frío, lo tomo en brazos, lo llevó a su casa y lo llevó a su propia cama, donde lo arropó. Al poco rato ese individuo se transformó en un ángel y le comunicó que lo enviaba el Señor para decirle que su arrepentimiento había sido aceptado y que tanto él como su esposa podían descansar en Dios.

### Antecedentes
Las primeras alusiones conocidas a Julián datan de finales del siglo XII y lo identifican simplemente como el patrón de la hospitalidad: los viajeros en un viaje y lejos de casa le ruegan un alojamiento confortable. La leyenda ampliada, que identifica aún más a Julián como parricida, parece haberse desarrollado en Francia durante el siglo XIII. De esto da muestra la representación de la historia en las vidrieras de las catedrales de Chartres and Rouen, realizadas en mitad del siglo XIII. En concreto la vidriera de la catedral de Chartres puede datarse alrededor de 1250 -anterior por tanto a la Leyenda áurea- y a lo largo de más de treinta escenas relata la historia de Julián, con algunos episodios que no aparecen en Vorágine. En todo caso, breves relatos de la vida de San Julián aparecen en algunas obras anteriores a la Leyenda Áurea, y que debieron ser las fuentes utilizadas por Vorágine, así, entre otros, el relato contenido en Epilogum in gesta sanctorum, de Bartolomé de Trento (ca. 1200-1251).

### Recepción literaria de la leyenda
La difusión de la Leyenda Áurea en Europa fue rápida y profusa: entre 1264, en que se escribió la obra y 1470, año de su primera impresión, se conocen más del 500 manuscritos; hay constancia de varios de ellos en bibliotecas españolas. San Julián aparece también en Gesta Romanorum de la que se conoce un manuscrito de 1342. Entre la edición de 1470 a 1500 se hicieron más de cien impresiones, la mayor parte en latín, pero también en francés, inglés, italiano, holandés, bohemio y español. Sin duda esta difusión de la obra de Vorágine propagó la devoción a este Julián entre el pueblo.

#### En español
Uno de los relatos en español asocia a San Julián con la fundación de San Pedro de la Nave, no se aparta del difundido por Vorágine, pero añade algunos datos: cuando abandona la casa paterna se dirige a Lusitania, su mujer se llama Basilisa, tras el parricidio, se establecen en las márgenes del Esla y allí fundan un hospital y la iglesia de San Pedro de la Nave. La misma leyenda, enriquecida con varios episodios pero manteniendo lo esencial -parricidio y penitencia- se recoge en un drama, El animal profeta y dichoso parricida San Julián atribuido, con poco rigor, a Lope de Vega; el drama incluye algunos romances, en parte similares pero con claras diferencias al romance de Carlos y Lucía, que se inicia con los padres de Julián e incluye su propia historia.

#### En inglés
Se dispone de tres adaptaciones en inglés medio de la narrativa juliana, la versión The Scottish Legendary, editada por Metcalfe, de finales del siglo XIV, la contenida en las versiones la inglés medio en 1438, Gilte Legende, y algo posterior, 1483, la versión de William Caxton . Especial interés muestra el relato en The Scottish Legendary, pues aunque sigue a Vorágine, añade consideraciones personales, mostrando el interés que siente por el personaje al haber comprobado en sus viajes, como era invocado como patrón de la hospitalidad.

#### En francés
En francés son numerosas las leyendas en prosa desde mediados del siglo XIII al XV); además de una versión en verso, conocida por un único ejemplar completo, fechado en 1267-1268, y de un fragmento manuscrito que obra en el archivo municipal de Chieri (Italia). Las dos versiones parecen derivar de una vida en verso ya desaparecida y escrita alrededor de 1200; mientras que las leyendas en prosa se mantienen fiel al original, la versión en verso queda aumentada por muchos episodios. En todos los casos se presenta a Julián como el hijo del Conde y la Condesa de Anjou, Geoffroy y Emma, situando el lugar donde construye el hospital junto al ríol Gardon, cerca de Saint -Gilles du Gard, en el cruce de las tres rutas de peregrinación a Santiago de Compostela, Roma y Jerusalén. La vidriera dedicada a San Julián el Hospitalario en la catedral de Chartres es muestra de la leyenda ya difundida en la primera mitad del siglo XII, en el relato que proporcionan las escenas de la vidriera se apoyó Flaubert, como él mismo afirma, para escribir La Légende de saint Julien l'Hospitalier, publicada en Trois contes (1877), y ampliamente traducida y difundida en todo el mundo.

## Devoción a San Julián y origen histórico
La historicidad de este Julián ha sido investigada de modo exhaustivo y riguroso en el marco del proyecto bollandista, habiéndose concluido que "los orígenes de Julián permanecen envueltos en la oscuridad, de modo que no supera el carácter de una leyenda que, por otra parte, parece reflejar como enseñanza la imposibilidad de oponerse al destino, ya representada en el mito de Edipo autor de la muerte de su padre, pero de algún modo cristianizada con la posibilidad de obtener el perdón.
En todo caso, son abundantes los testimonios de la devoción popular a San Julián el Hospitalario, considerado patrón de los posaderos, viajeros, pescadores y artistas de circo. Se le suele representar con una espada -recuerdo de su parricidio-, un guante de cetrería -por la actividad que desarrollaba cuando el ciervo le profetizó su parricidio-, o una barca, por su cuidado de los peregrinos que atravesaban el río.

Iconografía de San Julián el Hospitalario
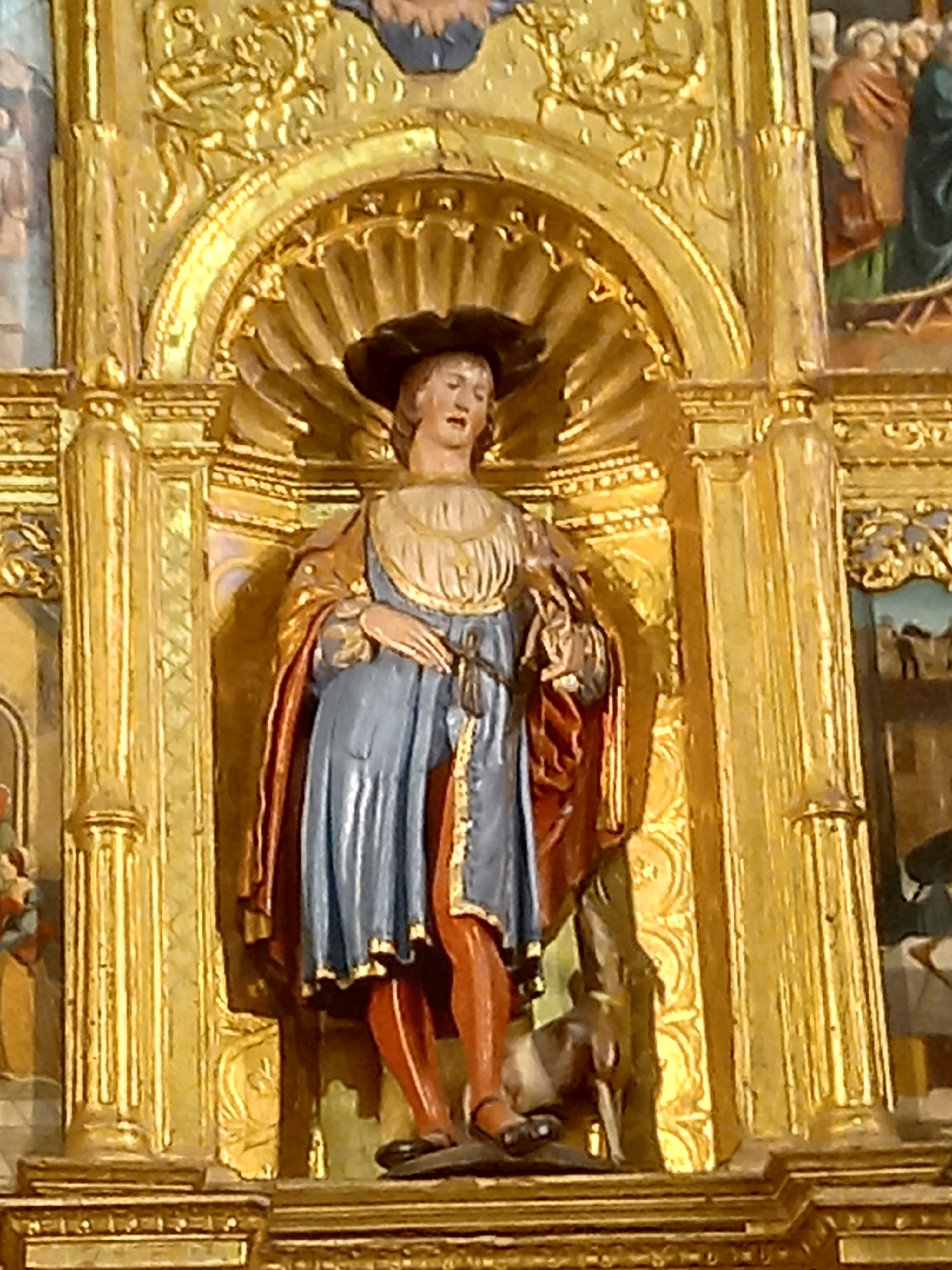
En el retablo de la iglesia de San Julián de Ororbia (1523-1530)
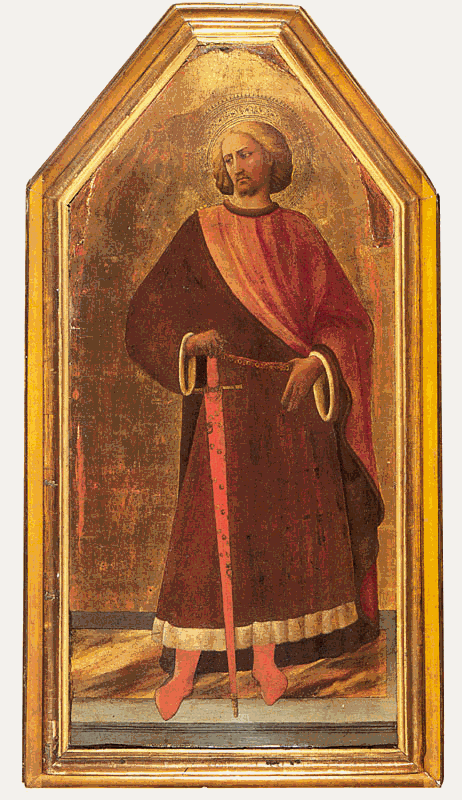
Del tríptico de Carnesecchi (Masolino, 1423-1424)
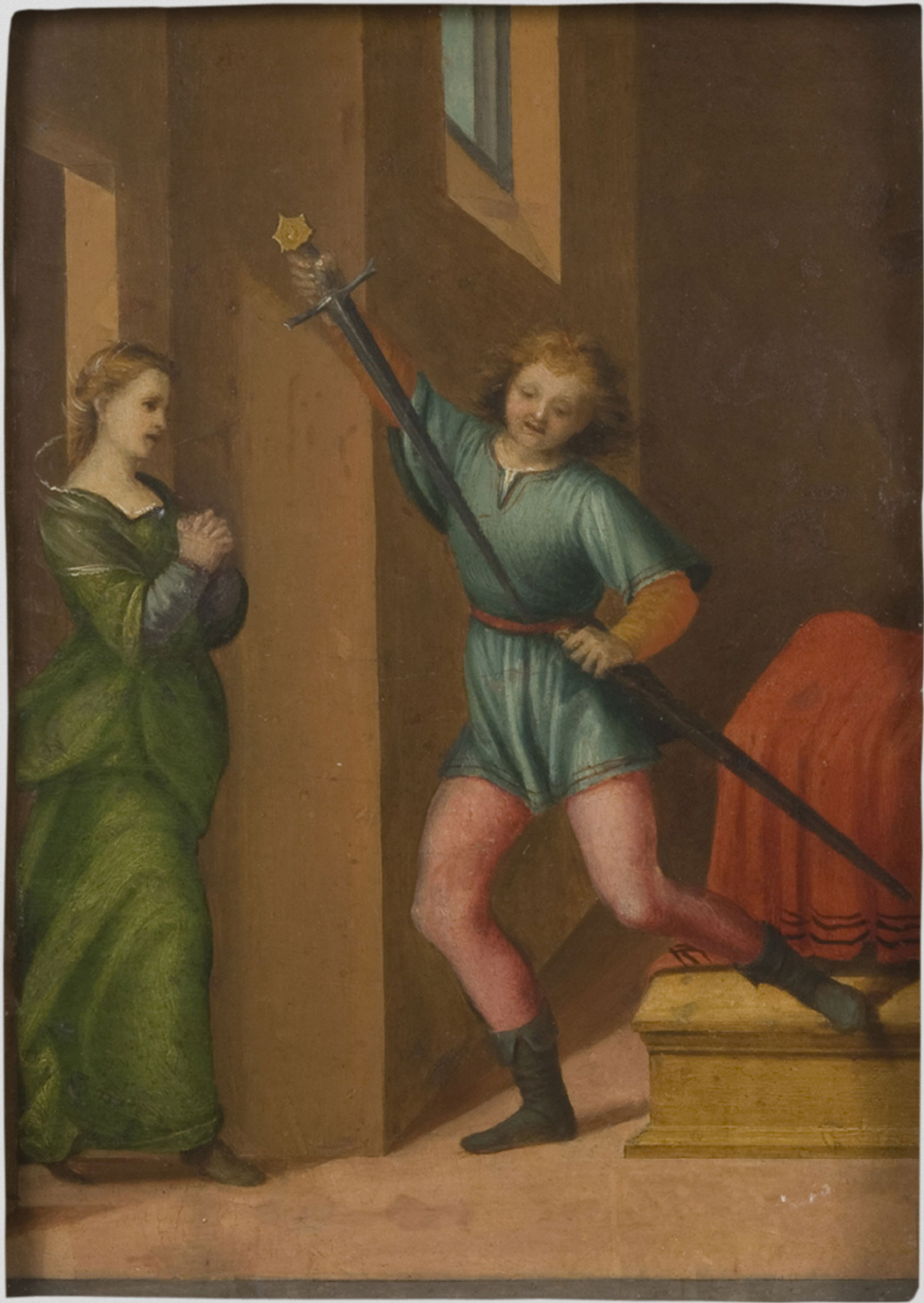
Encuentra a su mujer tras matar a sus padres (Franciabigio, hacia 1515)
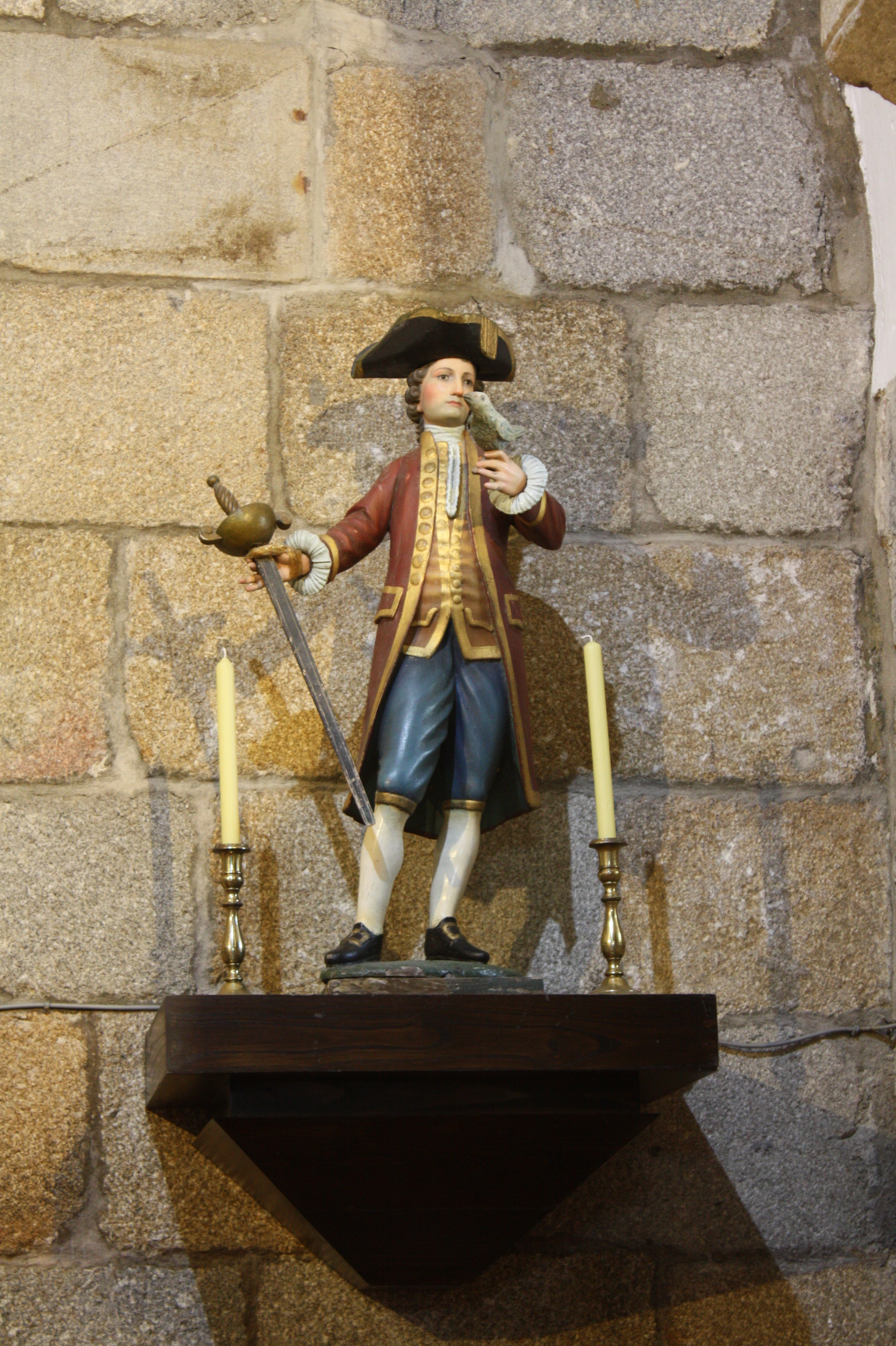
En la iglesia de San Xián de Romai (Portas, Pontevedra)
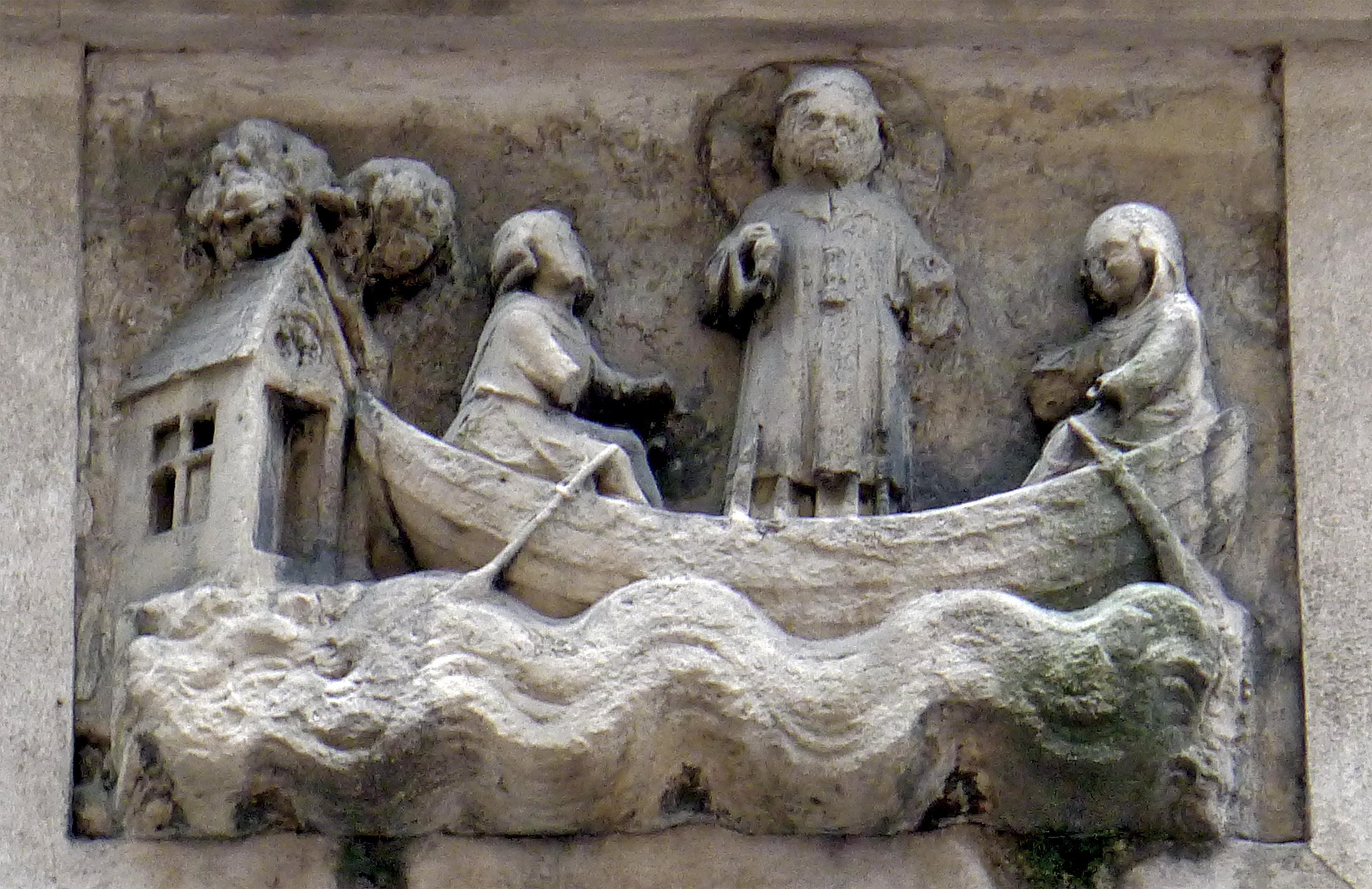
Relieve en rue Galande, París (75)

Figura también como titular de algunos templos cristianos, confundiéndose quizá al Hospitalario con otros santos del mismo nombre, de los que hay constancia histórica, así Julián de Brioude, Julián de Le Mans, Julián de Rímini y el matrimonio egipcio, Julián y Basilisa De hecho en la Leyenda áurea, Julián el Hospitalario, aparece  (ocupando el cuarto lugar) en el apartado dedicado al 26 de enero, tras relatar detallse de la vida de Julián de Le Mans, Julián de Auvernia (es decir, Julián de Brioude) y Julián, hermano de Julio. Además del nombre común, la confusión con San Julián de Brioude puede producirse porque este se representa con un espada -recuerdo de su oficio militar- y la palma de martirio, sin embargo hay casos, en que en lugar de la palma aparece un halcón, que es propio de Julián el Hospitalario. Por otra parte, la confusión con Julián y Besilisa, permite situar junto a Julián el Hospitalario a su esposa, que desempeña un papel relevante en su relato legendario.
Esta confusión entre varios santos, tiene su reflejo en algunas iglesias que recuerdan a Julián el Hospitalario:
- La Catedral de Macerata, construida sobre una antigua iglesia parroquial dedicada a San Giuliano (San Julián), documentada en 1022, aunque probablemente data del siglo VIII. En el siglo XII el papa Juan XXII erigió la diócesis,[17] convirtiéndose aquella iglesia en catedral. En 1464 el Nicolás dall'Ista, tras el descubrimiento del brazo de San Julián,[18] promovió la reconstrucción del templo. La ciudad tiene como patrón San Julián el Hospitalario, celebrando su fiesta el 31 de agosto.
- La Iglesia de Saint-Julien-le-Pauvre, existen testimonios de la existencia en este lugar de una iglesia unida a un hospicio de peregrinos a mitad del siglo VI, a ella se refiere San Gregorio de Tours, fue dedicada a dos santos del mismo nombre: San Julián, natural de Viene[19] y a San Julián, obispo de Le Mans,[20] famoso por su atención  los pobres.[21] En la época medieval la iglesia era conocida como Saint-Julien-Le-Viel, pasando a ser denominarse como Saint-Julien-le-Pauvre tras la consstrucción de Saint-Julien-des-Ménétriers:[22] Popularmente se considera dedicada también a San Julián, el Hospitalario, tal como muestra un relieve conservado en la fachada de una casa cercana.[23]
- La iglesia de San Julián, en Ororbia (Navarra), conserva un retablo del siglo XVI, con varias tablas que recogen escenas de la leyenda de San Julián, el Hospitalario; sin embargo, oficialmente la iglesia está dedicada a San Julián, Mártir,[24] sin precisar de cuál de mártires de ese nombre se trata, en cualquier caso el Hospitalario no puede considerarse mártir.